# Lotus 77
A Lotus 77 egy Formula–1-es versenyautó, amelyet a Team Lotus tervezett és versenyeztetett az 1976-os Formula–1 világbajnokság során. Az autót négyen is vezették: Ronnie Peterson és Bob Evans csak egy-egy futam erejéig, javarészt Mario Andretti és Gunnar Nilsson.

## Áttekintés
Az autó egy tervezési ciklus utolsó fázisában készült, mint az elavult Lotus 72-es és a félresikerült Lotus 76-os végső evolúciója. Valamivel keskenyebb és könnyebb volt a 72-esnél, jobb volt az aerodinamikája és a hűtőrácsokat is jobban rendezték el. Az első fékek eleinte befelé néztek, de az idény során egy hagyományosabb, kifelé néző kialakítást kaptak. A felfüggesztés is egy több elemből álló lengőkaros rendszer volt, azért, hogy az autót minél egyszerűbben lehessen az aktuális pályaviszonyokhoz igazítani (innen kapta az "Adjustacar" becenevet). A megoldás jó volt, de a tapasztalatlanság és az ideális beállítások ismeretének hiánya miatt nem igazán tudták kihasználni.
Szezon közben ezt a felfüggesztési rendszert dolgozta át Len Terry és épített egy hagyományosabb kivitelt. A Lotus megszerezte Tony Southgate-et is a Shadow csapatától, aki vezető mérnökként rögtön alakított a súlyeloszláson és a hűtési rendszeren.
A pilóták gyakran panaszkodtak, hogy az autót nehéz és kényelmetlen vezetni, és nincs meg az egyenesbeli tempó sem. Andretti egyenesen "kutyának" csúfolta. A sikertelensége ösztönözte a csapatot az új, 78-as modell kifejlesztésére.
Monacóban a Lotus csak egy pilótával állt rajthoz, mert Andretti elment az Indianapolis 500-ra versenyezni.
A nehézkes kezdés után a Lotus lassan magára talált, és főleg a fejlesztések miatt az idény második felétől már a középmezőny legjobbja volt. Általában azokon a pályákon teljesített jól, ahol hosszú kanyarok voltak, például a svéd nagydíjon, amit Andretti meg is nyerhetett volna, ha nem hibásodik meg a motorja. Andretti már a szezon végén szeretett volna a 78-as modellel versenyezni, Colin Chapman azonban, aki szerette volna az új autó létezését titokban tartani, megtagadta. Ennek ellenére is jó teljesítménnyel rukkolt elő, és a szezonzáró, borzalmas időjárási körülmények közt zajló japán nagydíjat meg is nyerte vele.

## Eredmények
(félkövérrel jelölve a pole pozíció, dőlt betűvel a leggyorsabb kör)
| Év   | Csapat                 | Motor             | Pilóták         | 1   | 2   | 3   | 4   | 5   | 6   | 7   | 8   | 9   | 10  | 11  | 12  | 13  | 14  | 15  | 16  | Pontok | Helyezés |
| ---- | ---------------------- | ----------------- | --------------- | --- | --- | --- | --- | --- | --- | --- | --- | --- | --- | --- | --- | --- | --- | --- | --- | ------ | -------- |
| 1976 | John Player Team Lotus | Ford Cosworth DFV |                 | BRA | RSA | USW | ESP | BEL | MON | SWE | FRA | GBR | GER | AUT | NED | ITA | CAN | USA | JPN | 29     | 4.       |
| 1976 | John Player Team Lotus | Ford Cosworth DFV | Ronnie Peterson | KI  |     |     |     |     |     |     |     |     |     |     |     |     |     |     |     | 29     | 4.       |
| 1976 | John Player Team Lotus | Ford Cosworth DFV | Bob Evans       |     | 10  | NK  |     |     |     |     |     |     |     |     |     |     |     |     |     | 29     | 4.       |
| 1976 | John Player Team Lotus | Ford Cosworth DFV | Mario Andretti  | KI  |     |     | KI  | KI  |     | KI  | 5   | KI  | 12  | 5   | 3   | KI  | 3   | KI  | 1   | 29     | 4.       |
| 1976 | John Player Team Lotus | Ford Cosworth DFV | Gunnar Nilsson  |     | KI  | KI  | 3   | KI  | KI  | KI  | KI  | KI  | 5   | 3   | KI  | 13  | 12  | KI  | 6   | 29     | 4.       |